# Nya Falkenbergs församling
Nya Falkenbergs församling var en församling i nuvarande Göteborgs stift och i nuvarande Falkenbergs kommun. Församlingen uppgick 1508 i Falkenbergs församling.

## Administrativ historik
Församlingen bildades i slutet av 1300-talet till den nya bebyggelsen benämnd Ny-Falkenberg. Församlingen uppgick 1508 med Gamla Falkenbergs församling i Falkenbergs församling.